# Casimir Oberfeld
Casimir Oberfeld, auch Kazimierz Jerzy Oberfeld (geboren am 16. November 1903 in  Łódź, Weichselland, Russisches Kaiserreich; gestorben am 23. oder 24. Januar 1945) war ein polnisch-französischer Komponist.

## Leben
Oberfeld studierte Klavier und Komposition in Łódź und Paris und arbeitete in Frankreich. Er wurde für seine Chansons, Filmmusiken und Operetten bekannt.
Einige seiner Operetten sind La Pouponnière (1932), La Margoton du bataillon (1937), Le rosier de Madame Husson (1937).
Unter dem Vichy-Regime wurde er als Jude nach Auschwitz deportiert und starb entweder am 23. oder 24. Januar 1945 bei einem Todesmarsch. Seine Leiche wurde am 24. Januar gemeinsam mit acht anderen Opfern im Bahnhof von Přelouč (Okres Pardubice) abgeladen. Gemeinsam wurden sie im katholischen Friedhof an der Mauer zum jüdischen Friedhof bestattet. Die Identifizierung Oberfelds erfolgte erst später auf Grund der eintätowierten Häftlingsnummer. Das Grab bestand bis 2016, dann wurden die sterblichen Überreste nach Paris auf den Cimetière de Montmartre überführt.

## Filmografie (Auswahl)
- 1930: Der König der Nassauer (Le roi des resquilleurs)
- 1936: Rigolboche
- 1938: Le Schpountz
- 1939: Fric-Frac